# Sietas Typ 158
Der Typ 158 ist ein Mehrzweckfrachtschiffstyp der Sietas-Werft in Hamburg-Neuenfelde, von dem im Jahr 1996 drei Einheiten gefertigt wurden.

## Geschichte
Die Schiffe wurden am 30. November 1993 von der finnischen Reederei Langh Ship bestellt, welche bereits 1989 drei Sietas-Frachtschiffe des Typs 145 und 1991 eines des Typs 129a erhalten hatte. Im Juli 1994 erfolgte der Brennstart zur Fertigung der Sektionen für die drei Neubauten. Das Typschiff der Serie ist die nach der Tochter des Reeders Hans Langh benannte Laura, die ihren Stapellauf am 24. Juli 1996 hatte und am 30. August 1996 von der Werft abgeliefert wurde. Das zweite Schiff, die nach der Mutter des Reeders benannte Hjördis, lief am 9. September 1996 vom Stapel und wurde am 11. Oktober 1996 von der Reederei übernommen. Das letzte Schiff ist die nach der Ehefrau des Reeders benannte Marjatta. Ihre Ablieferung erfolgte am 9. November 1996.
Die Reederei Langh Ship setzt die Schiffe primär im Feederverkehr von/nach Finnland ein. Im Januar 2009 führte die Marjatta ihre erste Atlantiküberfahrt durch, wobei sie Bandstahl-Coils von Finnland nach New Orleans (USA) transportierte.

## Technik

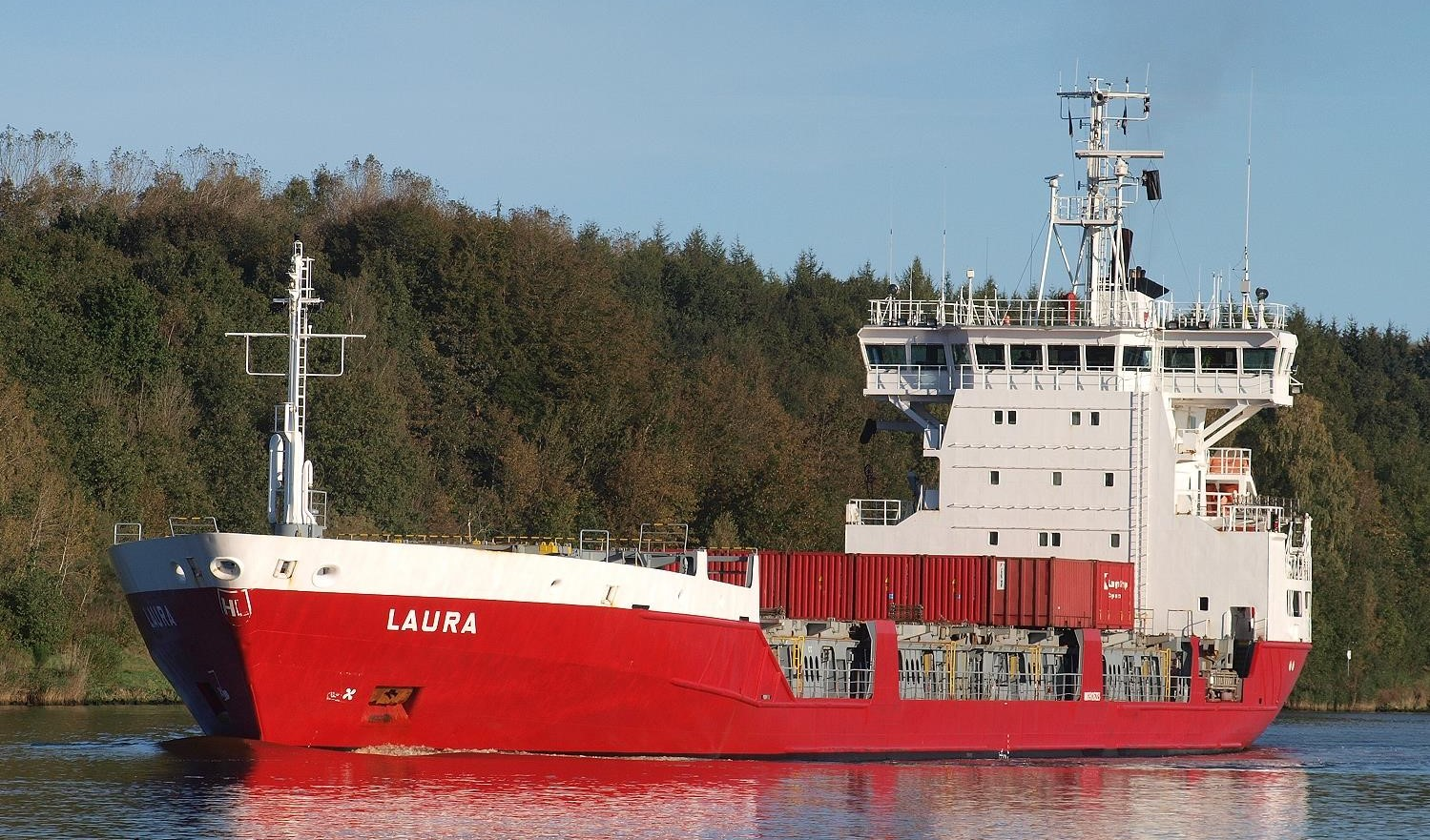
Das Typschiff Laura

Die 119,85 Meter langen Doppelhüllenschiffe entstanden in Sektionsbauweise und sind für Eisdicken von bis zu 80 Zentimeter ausgelegt (Eisklasse E3). Die Laura besitzt eine Tragfähigkeit von 6.535 dwt, die Hjördis von 6.526 dwt und die Marjatta von 6.527 dwt. Der Typ 158 kann maximal 466 20-Fuß-Standardcontainer (TEU) beziehungsweise bis zu 230 40-Fuß-Container (FEU) plus 6 TEU befördern. Bei einem Durchschnittsgewicht von 14 t je Container dürfen aus Stabilitätsgründen maximal 320 TEU geladen werden. Ein Transport von Containern mit Sondermaßen ist möglich, wobei bis zu 114 45-Fuß-Container (davon 90 an Deck) oder bis zu 65 30-Fuß-Container (alle an Deck) gestaut werden können. Zudem befinden sich Anschlüsse für 40 Kühlcontainer an Deck.
Die Schiffe verfügen über drei kastenförmige Laderäume mit hydraulischen Faltlukendeckeln. Die kameraüberwachten Laderäume besitzen einen Rauminhalt von 8.251 m³ (7.896 m³ Ballenraum) und eine Containerkapazität von 158 TEU. Die Laderäume 2 und 3 sind mit einem hydraulisch verstellbaren Zwischendeck ausgerüstet, das mit 4 t/m² belastet werden kann. Die Tankdecke ist zum Transport von Schwergut verstärkt und für eine Belastung von 15 t/m² ausgelegt. Die Lukendeckel sind mit 1,75 t/m² belastbar, bei Holzladung mit 2 t/m².
Der Typ 158 wird von einem 5.850 kW leistenden Wärtsilä-6L46B-Dieselmotor angetrieben, der über ein Untersetzungsgetriebe auf einen Verstellpropeller wirkt. Für An- und Ablegemanöver steht ein elektrisch angetriebenes Bugstrahlruder mit 550 kW Leistung zur Verfügung.
An Bord befinden sich zwei Dieselgeneratoren und ein Wellengenerator zur Stromerzeugung. Zusätzlich wurde ein Notgenerator verbaut. Die Reederei Langh Ship ließ die Schiffe nachträglich mit Gaswäschern ausrüsten.

## Die Schiffe
| Sietas Typ 158 | Sietas Typ 158 | Sietas Typ 158 | Sietas Typ 158                    | Sietas Typ 158                      | Sietas Typ 158             |
| Bauname        | Bau- nummer    | IMO- Nummer    | Kiellegung Stapellauf Ablieferung | Auftraggeber                        | Umbenennungen und Verbleib |
| -------------- | -------------- | -------------- | --------------------------------- | ----------------------------------- | -------------------------- |
| Laura          | 1117           | 9126223        | 07.07.1994 24.07.1996 30.08.1996  | Oy Langh Ship Ab, Piikkiö, Finnland | so 2024 in Fahrt           |
| Hjördis        | 1118           | 9126235        | 07.07.1994 09.09.1996 11.10.1996  | Oy Langh Ship Ab, Piikkiö, Finnland | so 2024 in Fahrt           |
| Marjatta       | 1119           | 9126247        | 14.07.1994 30.09.1996 09.11.1996  | Oy Langh Ship Ab, Piikkiö, Finnland | so 2024 in Fahrt           |